# کاتاژینا ز. میخالسکا
کاتاژینا ز. میخالسکا (لهستانی: Katarzyna Z. Michalska؛ زادهٔ ۲۴ مه ۱۹۸۵) بازیگر اهل لهستان است.

## گزیدهٔ نقش‌آفرینی‌ها

### سینما
- ۱۱ دقیقه (۲۰۱۵)
- ورشو ۴۴ (۲۰۱۴)

### تلویزیون
- در خوشی و سختی (۲۰۱۵)
- قانون حقیقی (۲۰۱۴)
- بدون پنهان‌کاری (۲۰۱۳)
- خودِ زندگی (۲۰۱۰)